# Elektrárna

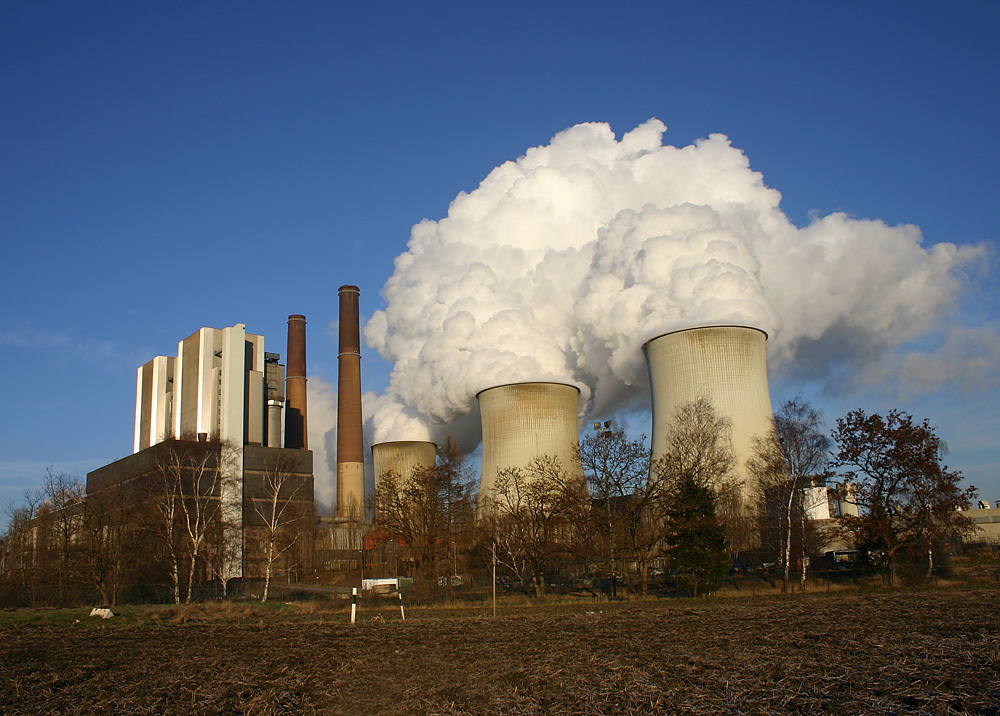
Chladicí věže elektrárny chrlící vodní páru do atmosféry.

Elektrárna je technologické zařízení sloužící k výrobě elektrické energie. Ta se získává přeměnou z kinetické nebo potenciální energie obnovitelných zdrojů (např. vodního toku, spádu nebo energie větru) nebo neobnovitelných zdrojů (např. fosilní paliva). Nejčastěji je tato energie nejdříve přeměněna na energii mechanickou, kterou je následně poháněna turbína a následně elektrický generátor. Pokud je generátor spojen hřídelí přímo s turbínou - nazývá se systém turbosoustrojí nebo turboalternátor. Další alternativou může být využití fotovoltaického jevu nebo termoelektrického jevu.

## Historie

### Předchůdci elektráren
Mezi první předchůdce elektráren řadíme vodní a větrné mlýny. První vodní mlýn v Česku vznikl pravděpodobně roku 718 na Ohři poblíž Žatce. Prvním větrným mlýnem v Čechách byl mlýn na dvoře Strahovského kláštera, přičemž zmínka o něm pochází již z roku 1277.

### První elektrárny
V 19. století došlo v západní Evropě a USA k přelomu, neboť se výzkum elektřiny posunul velmi dopředu. Fyzik Michael Faraday zjistil, že elektřinu lze vyrobit z mechanického pohybu a nedlouho poté vzniklo i první dynamo. Thomas Alva Edison vytvořil první dynama, která generovala stejnosměrný proud a dokázala napájet pouliční osvětlení. První veřejná vodní elektrárna na světě se nacházela v anglickém městě Godalming a do provozu byla uvedena 26. září 1881, aby dynamem poháněnými dvěma Ponceletovými vodními koly napájela soustavu osvětlení ve mlýně a na náměstí. První parní elektrárna byla otevřena v Londýně v lednu 1882. Projekt realizovala a část technologického vybavení dodala Edisonova firma. V parním kotli se spalovalo uhlí, přičemž produkovaná pára poháněla parní stroj o výkonu 93 kW otáčející generátorem. Edison stál také za první centrální parní elektrárnou v USA, která od 4. září 1882 zajišťovala osvětlení v dolní části Manhattanu. Zdrojem mechanické energie pro dynama byly parní stroje o celkovém výkonu cca 130 kW.
Koncem 19. století proběhla v USA tzv. válka proudů mezi elektrárnami vyrábějícími stejnosměrný proud (DC, zastáncem byl Edison) a střídavý proud (AC, zastánci Tesla a Westinghouse). Efektivnější se ukázal proud střídavý, který vykazoval menší ztráty při přenosu na delší vzdálenosti. Dnes všechny elektrárny a páteřní rozvodné systémy pracují se střídavým proudem.
Revolucí bylo sestrojení parní turbíny, která je dodnes základem v tepelných elektrárnách.

### První elektrárny v českých zemích
K praktickému využívání elektrické energie docházelo nejdříve v továrnách, kde byly instalovány výrobny sestávající z dynama poháněného parním strojem. Jejich výkon byl zpočátku malý, jelikož zajišťovaly pouze osvětlení továrního provozu. Na území Českých zemí bylo elektrické osvětlení poprvé zavedeno 15. října 1878 v tkalcovně lnu v Moravské Třebové. První vodní elektrárna byla zprovozněna 14. března 1887 v Jindřichově Hradci a napájela veřejné osvětlení na náměstí, avšak v majetku města nebyla (odběr elektřiny probíhal na základě smlouvy). Původně byla dvě dynama poháněna vodním kolem, ale na začátku roku 1888 byla instalována vodní turbína a v dubnu elektrárna obdržela licenci k provozu. Za první veřejnou městskou elektrárnu je považována vodní elektrárna v Písku, jejíž provoz byl zahájen 31. srpna 1888. První veřejnou městskou elektrárnou na fosilní palivo byla žižkovská elektrárna, uvedená do provozu 1. prosince 1889 a dodávající stejnosměrný proud nejen pro veřejné osvětlení, ale i majetnějším domácnostem. První elektrárna dodávající střídavý trojfázový proud vznikla v pražských Holešovicích o 12 let později – Holešovická elektrárna.

### Elektrifikace v Čechách
Elektrizace v Čechách postupovala pomalu. Na elektrárny byl přestavovány mlýny, pily a další zařízení s vodním kolem. Tyto zdroje elektřiny však stačily pouze pro několik domácností, pouliční osvětlení nebo několik průmyslových závodů.

#### Vznik elektráren před 2. světovou válkou
Díky velkému množství menších vodních toků byla síť vodních elektráren velmi rozvinutá, ale měla malý výkon. Roku 1918 byly nejvýkonnější o výkonu přibližně 100 kW. Největší výkon měly elektrárny, které z většiny přežily dodnes – například Pod Čertovou stěnou (8 MW), Štvanice (1,42 MW) a Poděbrady (1,04 MW). Po první světové válce došlo ke schválení elektrizačního zákona, což tempo elektrifikace zrychlilo. V roce 1925 byl celkový výkon všech vodních elektráren na našem území 48,8 MW. V roce 1930 pak na našem území bylo 11 785 hydroenergetických děl. V té době vznikaly v Československu malé vodní elektrárny a zároveň byl zvyšován výkon starých děl. Po roce 1930 měly české vodní elektrárny souhrnný výkon 194 MW.

#### Rozvoj elektráren po 2. světové válce
Po druhé světové válce začaly vznikat i větší vodní elektrárny. Jako příklady lze uvést např. Srnojedy nebo Pastviny II. Po znárodnění 1949/1950 bylo podle zprávy tehdejšího ČEZ v provozu 4392 vodních elektráren.
Po druhé světové válce začalo přibývat mnoho nových tepelných elektráren. Nejstarší v té době byla Elektrárna Holešovice, která proud dodávala již od roku 1929. Tehdy byly tepelné elektrárny nazývány jako důlní. Ty se nacházely hlavně v oblastech těžby, tedy například na Ostravsku. Už v roce 1950 zajišťovaly tepelné elektrárny 96 % výroby elektřiny v Československu.

### Elektrárny ve druhé polovině 20. století
Mezi největší přelom v tomto období patří vznik jaderných elektráren. Docházelo však stále k rozvoji elektráren na dostupnou paliva, které však byly hlavně na konci 20. století kritizovány pro zazdívání životního prostředí a větrání neobnovitelných zdrojů.

#### 2. polovina 20. století v elektřině v Československu
V období 2. poloviny 20. století vznikla většina dnes existujících elektráren. Došlo hlavně k rozvoji v 3 oblastech:

##### A) Vodní elektrárny
Vodní elektřinu začaly vyrábět hlavně vodní elektrárny umístěné na vodních dílech. Ty největší přehrady se nachází na Vltavské kaskádě, která zásobuje elektřinou okolí Vltavy. Vznikalo i mnoho jiných děl s MVE (po celém Československu). Většina MVE se pak nachází na Labi a Ohři, tedy dvou řekách s velkým průtokem.

##### B) Tepelné elektrárny
V období po roce 1950 se Československo soustředilo hlavně na výstavbu bloků o výkonu 50 MW. První takovýto blok vznikl roku 1954 v elektrárně Třebovice. V 60. letech však vláda Československa rozhodla o tom, že původně plánované bloky o výkonu 50–55 MW nahradí bloky výkonnější a to 100–110 MW. Příkladem těchto výkonnějších elektráren je například elektrárna Prunéřov I. Elektrárny vybudované v tomto období patří mezi ty největší české elektrárny současnosti (např. Počerady).

##### C) Jaderné elektrárny
I dnes většinu elektřiny vyrábějí jaderné elektrárny. Ty také vznikaly v období 2. poloviny 20. století. Elektrárna Dukovany vznikla roku 1985 a od roku 1987 jsou v provozu všechny bloky. Druhá česká jaderná elektrárna, Temelín, měla cestu poněkud delší. Investiční plán vznikl roku 1979 a elektrárna byla plně spuštěna až roku 2003.

### Jaderné elektrárny ve světě
První jaderný reaktor vznikl v Chicagu roku 1942. Jednalo se o experimentální zařízení, jehož cílem bylo prokázání provededitelnosti řízené štěpné reakce. Elektřina z jádra byla poprvé vyrobena roku 1951 v Národní laboratoři v Idaho, kdy s její pomocí byly rozsvíceny čtyři 200W žárovky. První jaderná elektrárna, která dodávala proud do sítě, byla zprovozněna roku 1954 v Obninsku v bývalém SSSR. I v tomto případě šlo o výzkumné zařízení, které bylo vybaveno třemi různými typy reaktorů, u nichž byly zkoumány provozní vlastnosti a potenciál pro budoucí aplikace. Elektrický výkon elektrárny byl 5 MW. První plnohodnotnou jadernou elektrárnou velkého měřítka (4 x 60 MWe) byla JE Calder Hall ve Velké Británii. Zprovozněna byla v roce 1956, avšak výroba elektřiny nebyla jediným záměrem elektrárny, pro vojenské účely zde bylo především vyráběno plutonium. První čistě komerčním projektem byla americká JE Shippingport. Oficiálně spuštěna byla v květnu 1958, přičemž její instalovaný výkon tehdy činil 60 MWe.

## Současné elektrárny

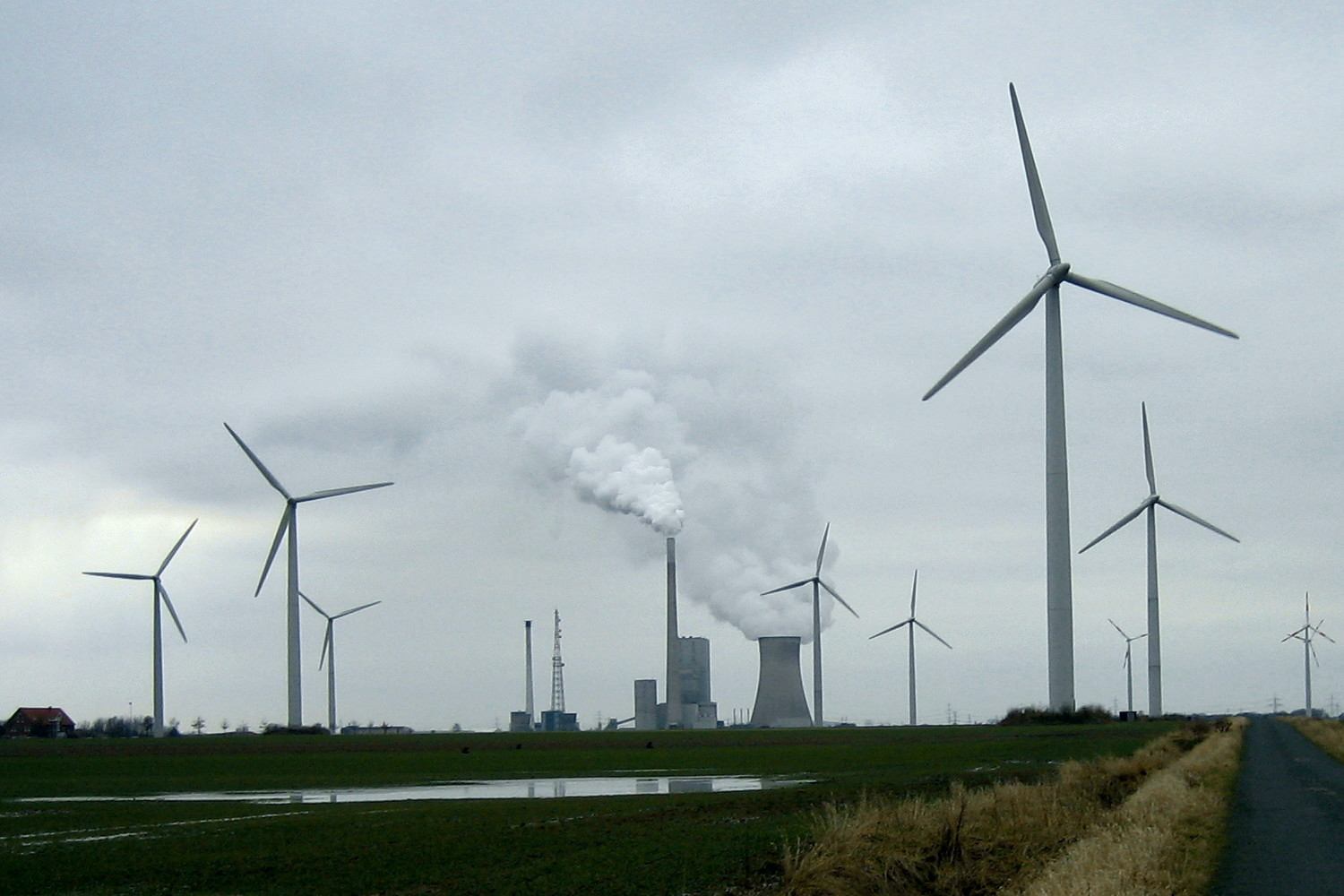
Pohled na několik větrných elektráren před elektrárnou uhelnou

Z ekologického hlediska rozlišujeme zdroje obnovitelné a neobnovitelné.
Jako neobnovitelné zdroje energie jsou označovány ty, jejichž množství je omezené, potenciální regenerace dlouhodobá a hrozí jejich brzké (v řádech desítek nebo stovek let) úplné spotřebování. Většina elektrické energie se dnes vyrábí z takových neobnovitelných zdrojů, zejména spalováním fosilních paliv v tepelných elektrárnách nebo štěpnou jadernou reakcí v elektrárnách jaderných.
Za obnovitelné zdroje se považují takové zdroje, které se v přírodě samovolně regenerují ze zdrojů s velmi dlouhým horizontem vyčerpání (například vyčerpání sluneční energie se očekává až za několik miliard let). Elektrárny využívající obnovitelné zdroje mohou být
- tepelné, spalující biomasu
- vodní (včetně přílivových)
- větrné
- geotermální
- solární (ohřevné nebo fotovoltaické).

Problémem většiny těchto zdrojů jsou vysoké investiční a často i provozní náklady, dané malou plošnou hustotou zachycované energie. Dále potom nevypočitatelnost objemu jejich výroby a s tím související náročnější řízení elektroenergetické přenosové soustavy. Státy Evropské unie zdroje označené za obnovitelné finančně i legislativně podporují.

### Tepelné elektrárny

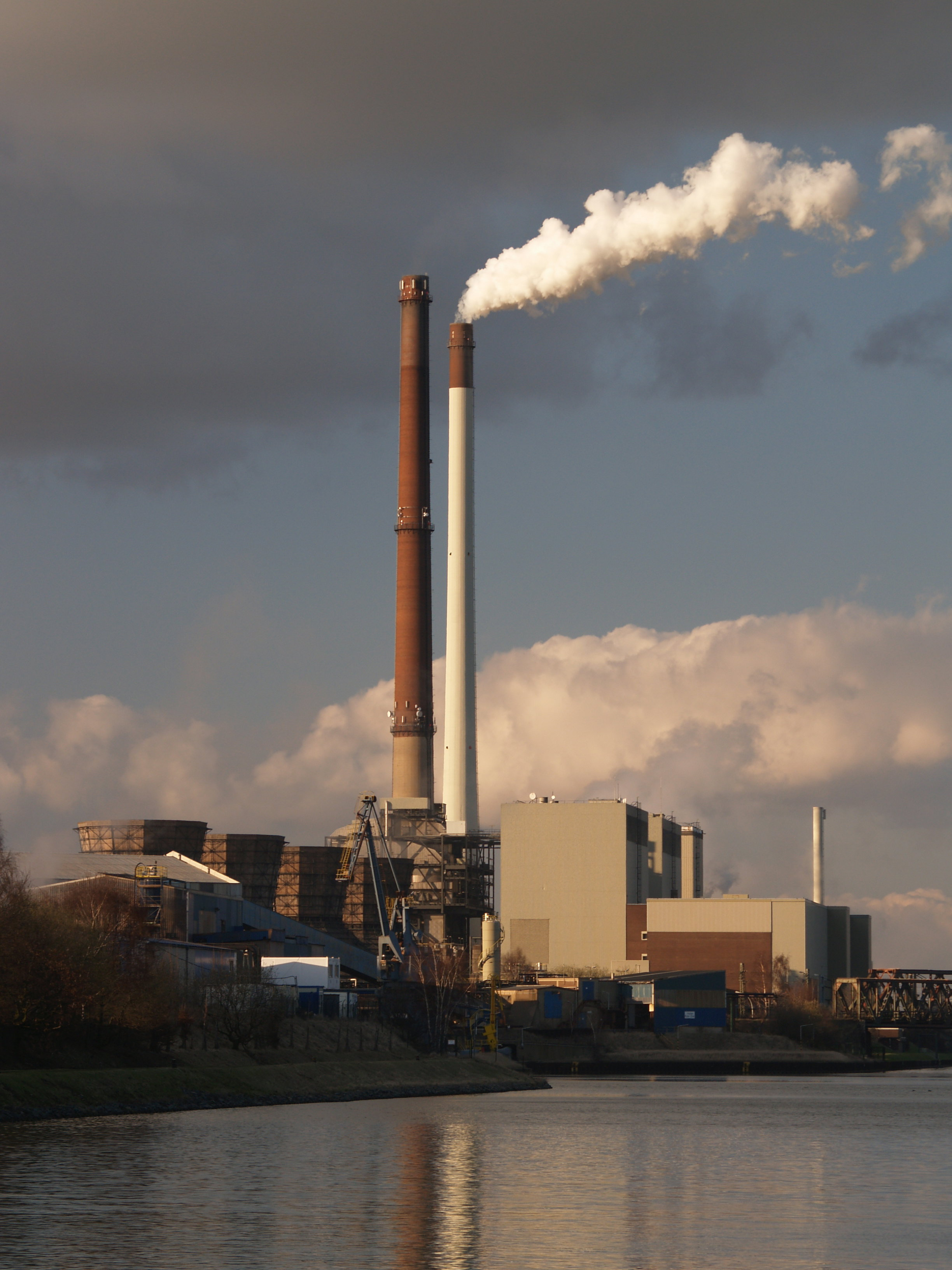
Uhelná elektrárna s vysokým komínem, který má pomoci exhalace rozptýlit do větší oblasti a tím je naředit.

Tepelná elektrárna je obvykle kondenzační parní elektrárna, která získává energii spalováním fosilních paliv (nejčastěji uhlí) nebo biomasy. Vzniklým teplem je ohřívána pára, která pohání parní turbínu turbogenerátoru. Tepelné elektrárny bývají často kombinovány s teplárnami, protože teplo ve formě horké páry odcházející z chladících věží, je teplo odpadní. Ochlazená, ale stále ještě dost teplá pára vycházející z turbíny není odváděna do kondenzátoru, ale je dále rozváděna horkovodem k odběratelům pro účely vytápění, ohřevu teplé vody a k technologickým účelům. Příkladem může být zprovoznění horkovodu mezi jadernou elektrárnu Temelín a krajským městem České Budějovice v roce 2023.
Mezi tepelné elektrárny se občas zařazují i elektrárny plynové a paroplynové, které jsou vybaveny plynovou turbínou nebo spalovacím motorem. V principu je tepelnou elektrárnou i elektrárna jaderná, ty se však mezi tepelné elektrárny nepočítají.
Z ekologického hlediska jsou problematické tepelné elektrárny spalující fosilní paliva, neboť produkují velký objem emisí – oxidy dusíku (NOx), oxid siřičitý, prachové částice nebo polycyklické aromatické uhlovodíky. Jsou také významným zdrojem oxidu uhličitého (CO2), který se podílí na vzniku tzv. skleníkového efektu. Jako palivo se v Česku nejčastěji používá hnědé uhlí, jehož spalováním vzniká množství strusky a popela. Tepelné elektrárny jsou povinně vybaveny odlučovači popílku a odsiřovacími jednotkami, které snižují množství emisí vypouštěných do ovzduší.
Dalším druhem tepelných elektráren jsou elektrárny s dvojitým spalováním. Princip je stejný jako u koksových tepelných elektráren, ale výchozí zplodiny se nevylučují komínem do ovzduší. Spalují se znovu a výsledný produkt (jemný prášek) se přidává do sádry. Tyto elektrárny nemají komín a neprodukují CO2. Tato technologie byla postavena ve dvou provedeních v Německu v letech 2005-2015 blízko Düsseldorfu.
Tepelné elektrárny tvoří většinu zdrojů energie po celém světě.

### Jaderné elektrárny

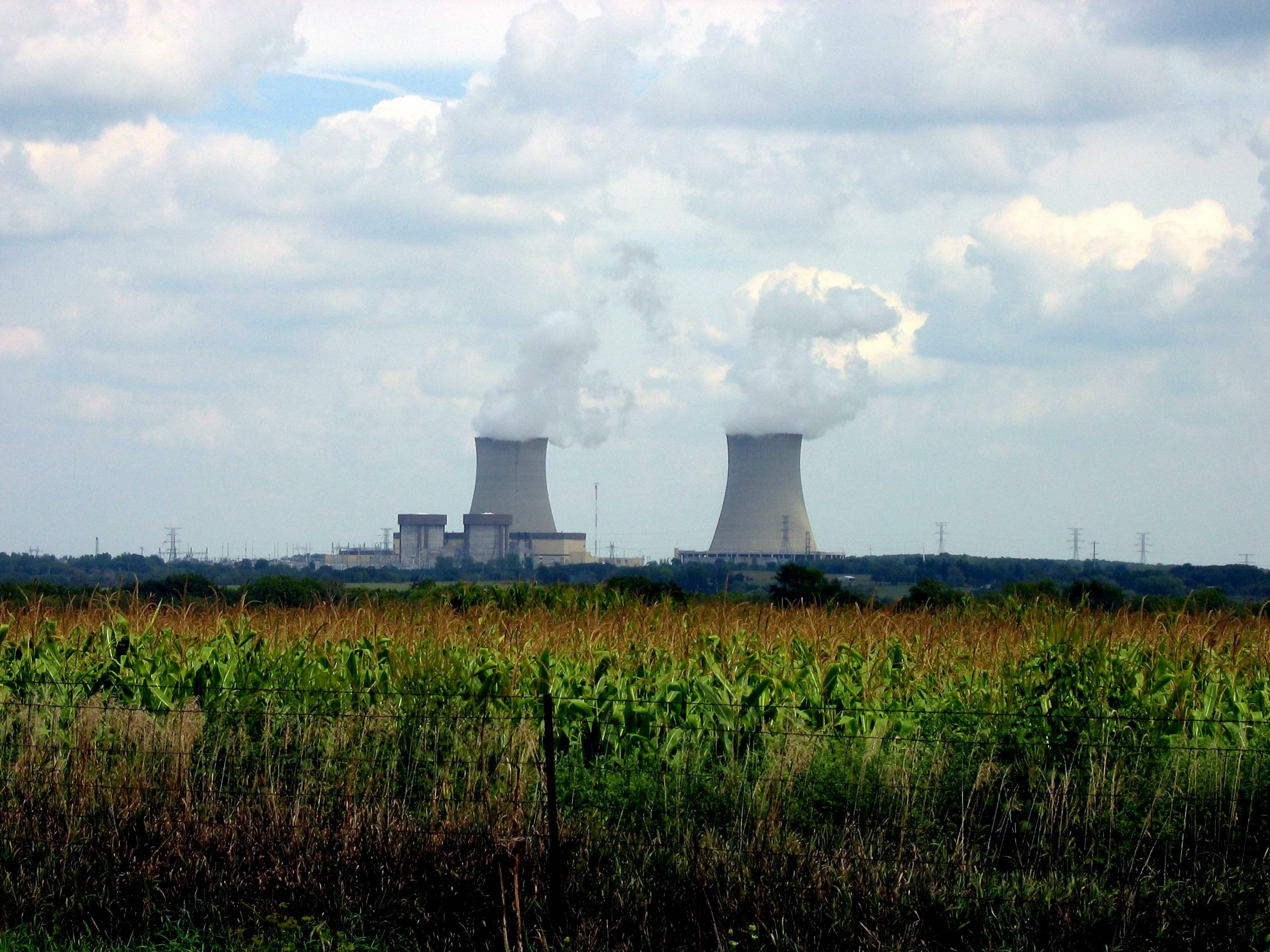
Jaderná elektrárna je v okolí dobře viditelná, díky chladicím věžím a oblakům páry.

Jaderná elektrárna je v podstatě kondenzační parní elektrárna, která má místo parního kotle jaderný reaktor a energii získává přeměnou z vazebné energie jader těžkých prvků (uranu 235 nebo plutonia 239).
Výhodou jaderných elektráren je vysoký výstupní výkon vzhledem k dodanému množství paliva. Účinnost u běžných typů tlakovodních reaktorů je o něco nižší než účinnost moderních uhelných elektráren (asi 30 % oproti 35 – 40 % u uhelných elektráren[zdroj?]). Menší účinnost je dána omezením maximální teploty vody v primárním okruhu, které zajišťuje inherentní bezpečnost.
Výhodou jaderných elektráren je malý objem spotřebovaného paliva, za běžného provozu prakticky nulové exhalace (elektrárna produkuje pouze odpadní teplo a vodní páru) a nízké provozní náklady.
Nevýhodou jsou vysoké náklady na výstavbu, technologicky náročné získávání paliva, produkce jaderného odpadu a riziko jaderné havárie. Z pohledu energetické soustavy je nevýhodou trvalý charakter zdroje. Spuštění a zastavení reaktoru je složité a nákladné a její výkon lze regulovat jen v malém rozmezí. Elektrárna proto vyrábí a dodává elektřinu jen s malou závislostí na odběrovém diagramu, proto je téměř vždy provozována v tzv. základním zatížení sítě.
Velké množství jaderných elektráren se nachází v bývalém východním bloku. Jaderná energetika má velký význam i ve Francii a dříve i v Německu (před kontroverzním programem Energiewende).

### Vodní elektrárny

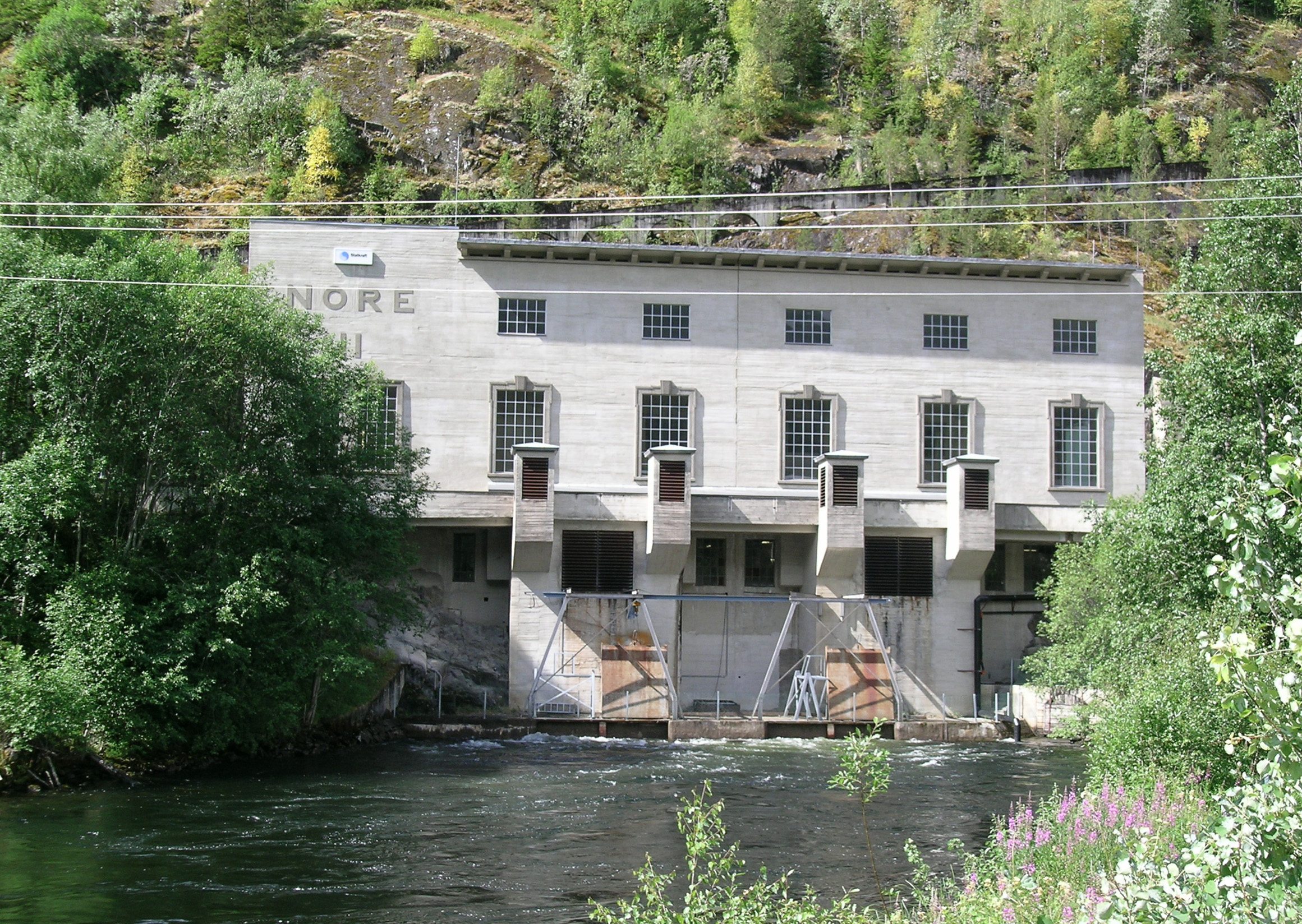
Malá vodní elektrárna v Norsku.

Vodní elektrárna vyrábí elektrickou energii přeměnou z potenciální energie vody. Voda roztáčí vodní turbínu, která pohání elektrický generátor. Podle konstrukce se vodní elektrárny dělí na:
- Jezové (průtočné), jejichž spád je vytvořen jezem.
- Derivační (náhonové), jejichž spád je vytvořen umělým kanálem (náhonem).
- Přehradní (akumulační), jejichž spád je vytvořen pomocí přehrady.
- Přečerpávací, které slouží k vyvažování energetických špiček v rozvodné síti. Přečerpávací elektrárny mají dvě nádrže a v době přebytku energie v síti tuto energii spotřebovávají k čerpání vody ze spodní nádrže do nádrže horní, zatímco v době energetických špiček naopak průtokem vody z horní nádrže do spodní nádrže elektrickou energii vyrábějí.
- Přílivové, využívajícího energii mořského přílivu.

Výhodou zejména přečerpávacích a přehradních vodních elektráren je jejich schopnost běžet v libovolných dobách podle potřeby, díky čemuž je možné je využívat pro vyrovnávání energetických špiček. Nevýhodou velkých vodních elektráren je nutnost budování velkých přehrad nebo nádrží, kvůli čemuž jsou i přes svůj obnovitelný charakter považovány ekologickými organizacemi za ekologicky kontroverzní a ekologické organizace jejich výstavbu velmi kritizují. Výstavba malých vodních elektráren je naopak vnímána jako užitečná a je obvykle podporována.
K výrobě energie jsou dnes využívány především turbíny. Nejčastější jsou to pak Francisovy turbíny.
Vodní elektrárny vyrábějí z celosvětového hlediska většinu energie z obnovitelných zdrojů.
Malá vodní elektrárna má výkon do 10 MW včetně. Střední vodní elektrárna má výkon do 100 MW včetně. Velká vodní elektrárna má výkon vyšší než 100 MW.
Nejvíce vodních elektráren nalezneme v Skandinávii. Tam tvoří většinu obnovitelných zdrojů a také většinu celkové výroby (cca 95 %). Skandinávie má výhodu i díky rychlým a prudkým řekám.
Největší vodní elektrárna na světě se nachází na přehradě Tři soutěsky v Číně a má výkon 22 500 MW.

### Větrné elektrárny

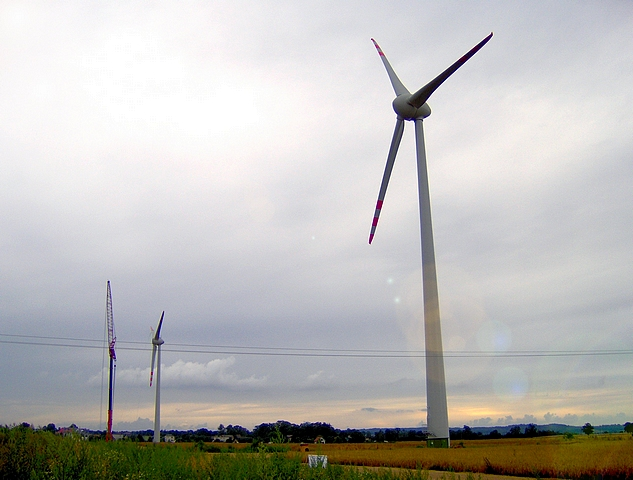
Větrná elektrárna.

Větrné elektrárny vyrábějí elektrickou energii přeměnou z kinetické energie vzduchu proudícího mezi oblastmi s různým atmosférickým tlakem. Elektrárna je obvykle tvořena vysokým sloupem, na jehož vrcholu je umístěna hřídel s větrným kolem nebo vrtulí. Proudící vzduch (vítr) působí na lopatky kola nebo vrtule, čímž kolo nebo vrtuli roztáčí. Na hřídeli je připojený elektrický generátor, který vyrábí elektrickou energii.
Výhodou větrných elektráren je jejich obnovitelný charakter a minimální vliv na životní prostředí. Hlavní nevýhodou je nevypočitatelnost a nestálost dodávek energie, neboť jsou závislé na aktuálních povětrnostních podmínkách a v české krajině také nízkým koeficientem využitelnosti, který se u nás pohybuje kolem 4 až 14 % průměrně 11 % (přímořské oblasti mají kolem 20 až 30 %). Bývají také často kritizovány kvůli estetickému zásahu do krajiny, některé zdroje tvrdí, že produkují chvění a zvuk, který může mít negativní vliv na drobná zvířata.[zdroj?] U moderních větrných elektráren je však hluk velmi nízký. Dalším problém jsou roztočené vrtule, do kterých nalétávají ptáci.
Největší míru využití větrných elektráren mají přímořské státy západní Evropy. Například v Británii nebo tak vznikají ohromné větrné farmy, které se skládají ze stovek turbín.

### Geotermální elektrárny

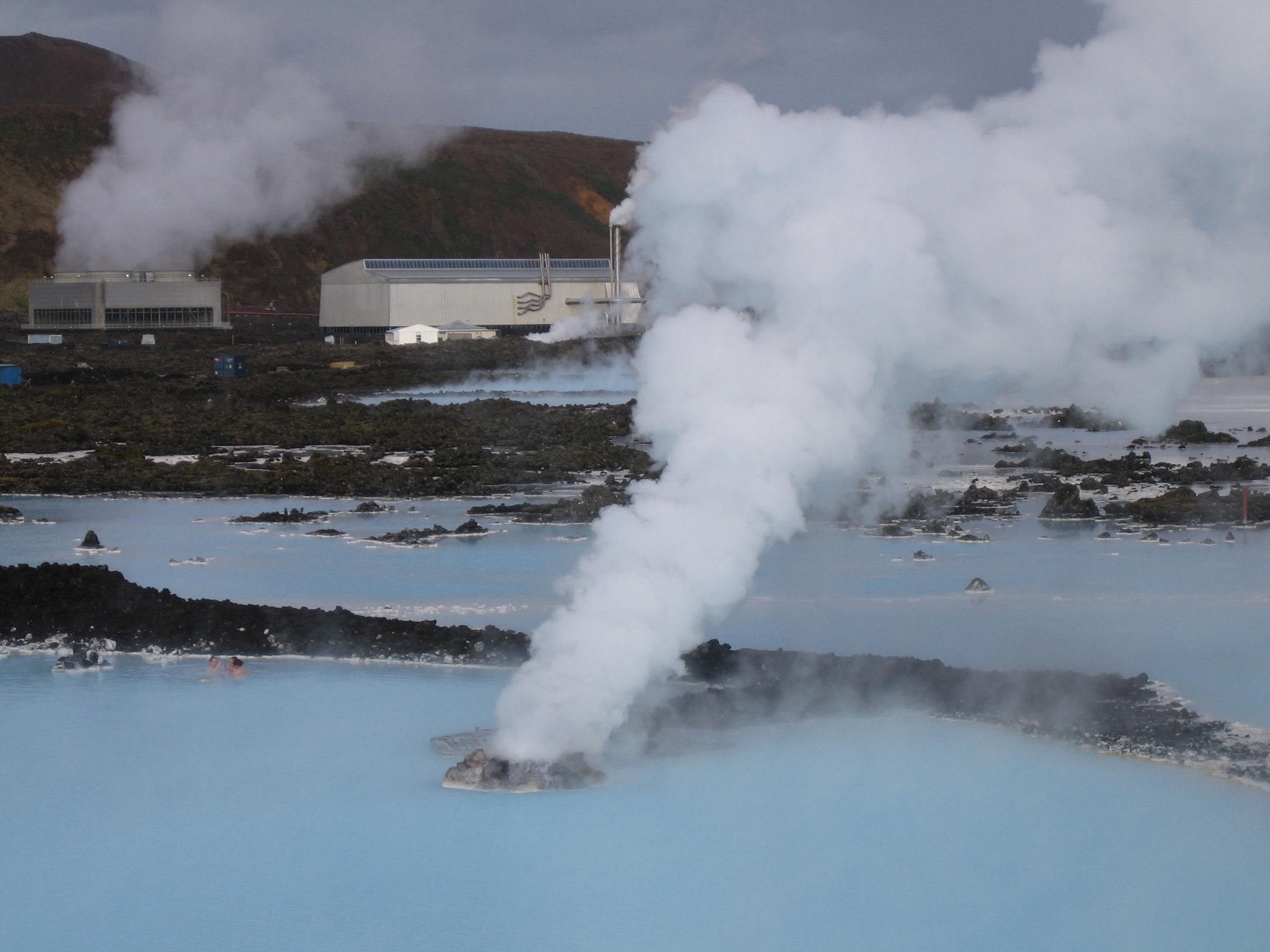
Geotermální elektrárna na Islandu využívá tektonických zlomů a ohřevu vody o magma.

Geotermální elektrárny využívají energii zemského jádra, kterou získávají z hlubokých vrtů do nitra Země. Z těchto vrtů je obvykle získávána pára nebo horká voda. Možnost stavby elektrárny je závislá na tektonických podmínkách dané lokality. Geotermální energie je nejčastěji uvolňována jako doprovodný jev sopečné aktivitě, což klade vysoké nároky na stavbu elektrárny v seismicky aktivních oblastech.
Geotermální energii využívá hlavně Island, kde je seismická i vulkanická aktivita častá.

### Solární elektrárny

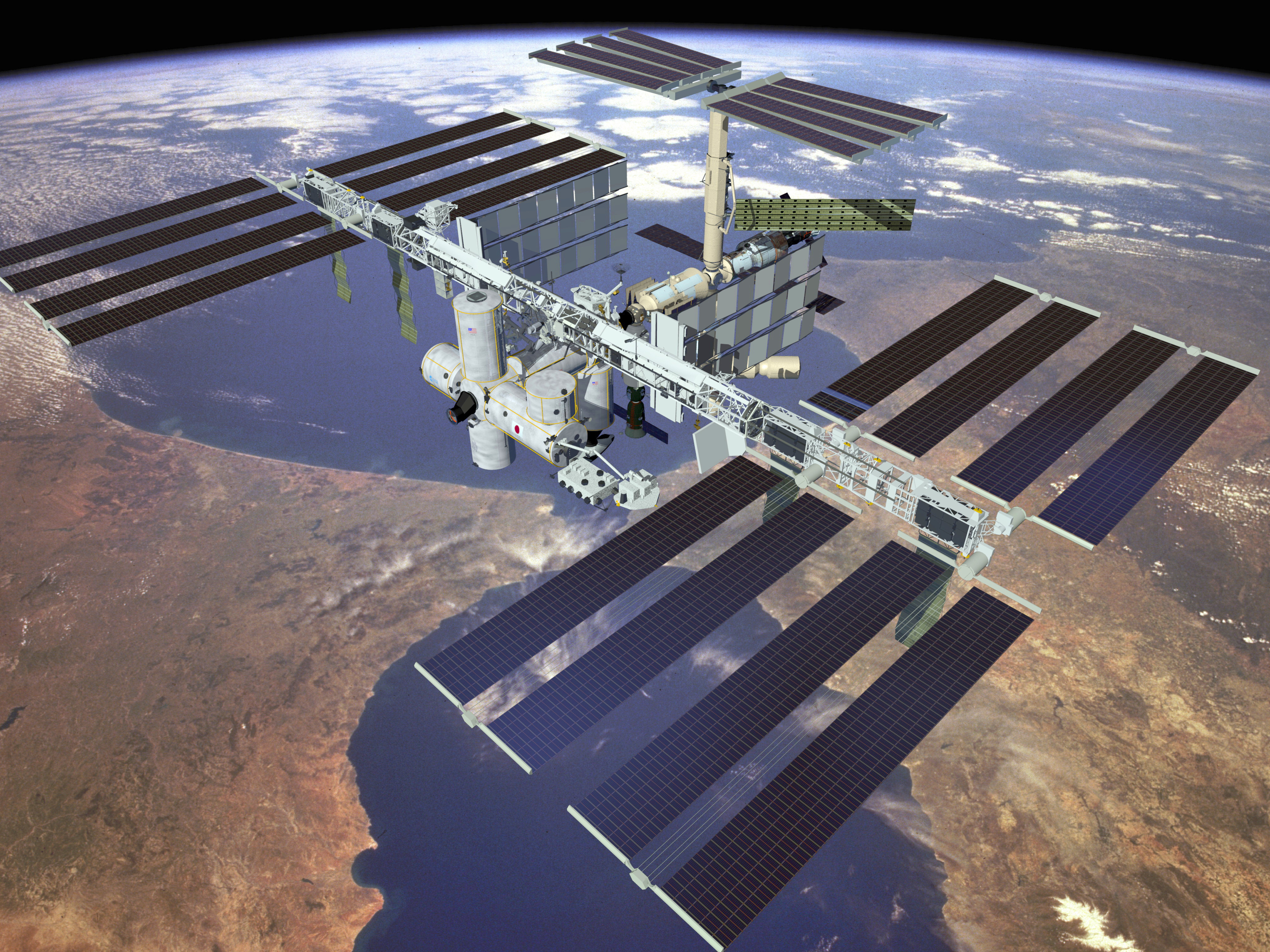
Solární články se využívají v kosmickém průmyslu jako jednoduchý zdroj energie.

Solární elektrárny (nebo také sluneční elektrárny) získávají energii ze slunečního záření. Tuto energii přeměňují na energii elektrickou buď přímo prostřednictvím fotoelektrických článků pracujících na principu fotoelektrického jevu, nebo prostřednictvím ohřevu média v solárních kolektorech. Existují také experimentální elektrárny, které prostřednictvím velkých skleněných ploch ohřívají vzduch, který pak stoupá vzhůru a roztáčí větrnou turbínu.
Solární články se využívají v kosmickém průmyslu, kde umožňují získávat energii pro kosmická tělesa bez nutnosti dodávek paliva ze Země. Jsou stále hojněji využívané v domácnostech a v malých podnicích jako jedna z variant výroby energie. Zde je ale na rozdíl od kosmického výzkumu překážkou jejich vysoká cena a závislost na počasí.

### Přílivové elektrárny

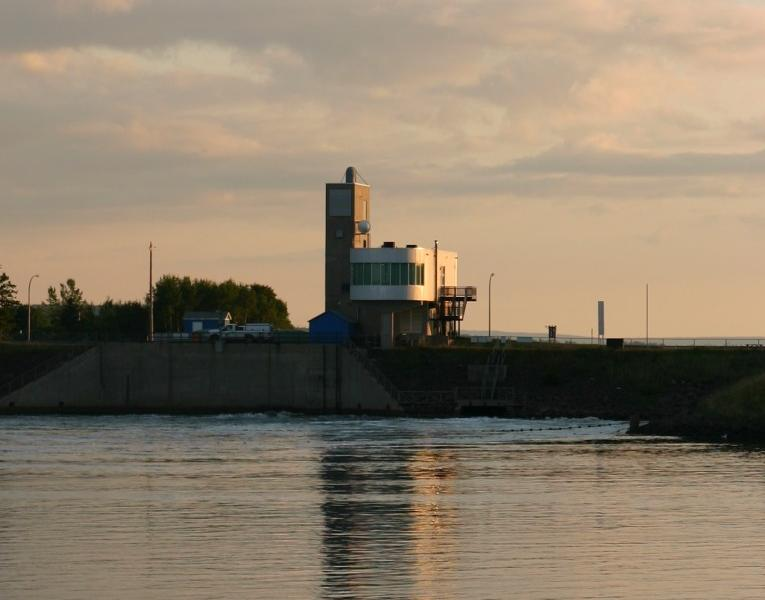
Přílivová elektrárna Annapolis Royal v Novém Skotsku (Kanada)

Vlivem slapových sil Měsíce a Slunce dochází na Zemi k pravidelnému zvedání a klesání mořské hladiny, zvanému příliv a odliv. Tuto energii, vznikající na úkor rotace Země, lze využít. Zatím se energie oceánů využívá velice málo, ale tato technologie má velkou budoucnost z ekologických důvodů, také z důvodů vzrůstající spotřeby energie a snižující se zásoby fosilních paliv. Na druhou stranu stavba přílivových elektráren je možná pouze v některých vhodných oblastech, kde je vysoký rozdíl mezi přílivem a odlivem. Často se ale u stavby přílivových elektráren poukazuje na značné ekologické dopady na okolí.
Turbína přílivové elektrárny s vertikálním hřídelem využívá oba směry průtoků vody. Na hřídeli je připojený elektrický generátor, který vyrábí elektrickou energii. Existuje více druhů konstrukce s různými modifikacemi, ale princip je vždy velice podobný.

## Budoucí elektrárny
Vzhledem k postupnému vyčerpávání zdrojů fosilních paliv bude nutné hledat jiné způsoby výroby elektrické energie, energetická koncepce budoucnosti je však častým předmětem sporů. Ekologické organizace většinou preferují orientaci na úsporu energie a maximální využívání obnovitelných zdrojů, zástupci některých energetických společností prosazují výstavbu nových jaderných elektráren s poukazem na nedostatečnou kapacitu obnovitelných zdrojů a různí odborníci se v této otázce rozcházejí [zdroj?]. Velké naděje některých jsou vkládány do výzkumů v oblastech termonukleární fúze a jaderné transmutace (ADTT), které by se mohly stát základem pro nové generace jaderných elektráren.

## Elektrárny v Česku
V Česku se většina elektrické energie vyrábí v tepelných (66 % v roce 2005), jaderných (30 % v roce 2005) a vodních (3,7 % v roce 2005) elektrárnách. Dominantním výrobcem elektrické energie je společnost ČEZ, která v Česku provozuje 10 uhelných, 2 jaderné, 12 vodních, 1 větrnou a 1 sluneční elektrárnu a vyrábí téměř tři čtvrtiny z celkového objemu výrobu elektřiny v Česku. V následující tabulce je uveden instalovaný výkon jednotlivých typů elektráren a objem výroby v roce 2005 (zdroj: předběžné údaje ČSÚ).
| Typ elektrárny                     | Instalovaný výkon | Instalovaný výkon | Objem výroby | Objem výroby | Koeficient ročního využití | Koeficient ročního využití |
| Typ elektrárny                     | [MW]              | [%]               | [GWh/rok]    | [%]          | [%]                        |                            |
| ---------------------------------- | ----------------- | ----------------- | ------------ | ------------ | -------------------------- | -------------------------- |
| Tepelné                            | 11 435            | 65,67             | 54 789       | 66,35        | 55                         |                            |
| Jaderné                            | 3 760             | 21,59             | 24 728       | 29,95        | 75                         |                            |
| Vodní                              | 2 166             | 12,44             | 3 027        | 3,37         | 16                         |                            |
| Větrné                             | 22                | 0,13              | 21           | 0,03         | 11                         |                            |
| Spalovací motory a plynové turbíny | 29                | 0,17              | 13           | 0,02         | 5                          |                            |
| Celkem                             | 17 412            | 100,00            | 82 578       | 100,00       |                            |                            |

Stejně jako v ostatních zemích, i v Česku se vede důležitá diskuse o budoucím směřování energetického průmyslu a o budoucích zdrojích elektrické energie. Ačkoliv se jako nejperspektivnější jeví obnovitelné zdroje, možnosti jejich využití jsou v Česku omezené, v úvahu přicházejí pouze malé vodní elektrárny (velké by vyžadovaly výstavbu přehrad, což je z ekologického pohledu vnímáno velmi negativně), elektrárny spalující biomasu a elektrárny větrné.
Kromě pokusů se spalováním biomasy v klasických tepelných elektrárnách dochází k výstavbě větrných a malých vodních elektráren, jejichž provoz je podporován stanovením minimálních výkupních cen energií.
Vzhledem k omezeným zdrojům uhlí a omezené životnosti stávajících elektráren bude dle názoru energetických společností nutné buď prolomit Územní limity těžby hnědého uhlí v severních Čechách, nebo postavit další jaderné bloky v Dukovanech nebo Temelíně. Ekologické organizace naproti tomu preferují zásadní snížení energetické náročnosti průmyslu, masivní výstavbu elektráren využívajících obnovitelných zdrojů a výstavbu elektráren na zemní plyn.

### Jaderné elektrárny
V Česku jsou v provozu dvě jaderné elektrárny, obě provozuje společnost ČEZ. Jedná se o jadernou elektrárnu Dukovany s instalovaným výkonem 4×512 MW, zprovozněnou v letech 1985 – 1988, a jadernou elektrárnu Temelín s instalovaným výkonem 2×1 086 MW, zprovozněnou v letech 2002 – 2003. Plánovány byly rovněž Jaderné elektrárny Blahutovice a Tetov.
Zejména elektrárna Temelín byla při spuštění předmětem intenzivní kritiky ze strany rakouských i českých protijaderných organizací.
První jadernou elektrárnou na území bývalého Československa byla Jaderná elektrárna Jaslovské Bohunice.

### Tepelné elektrárny

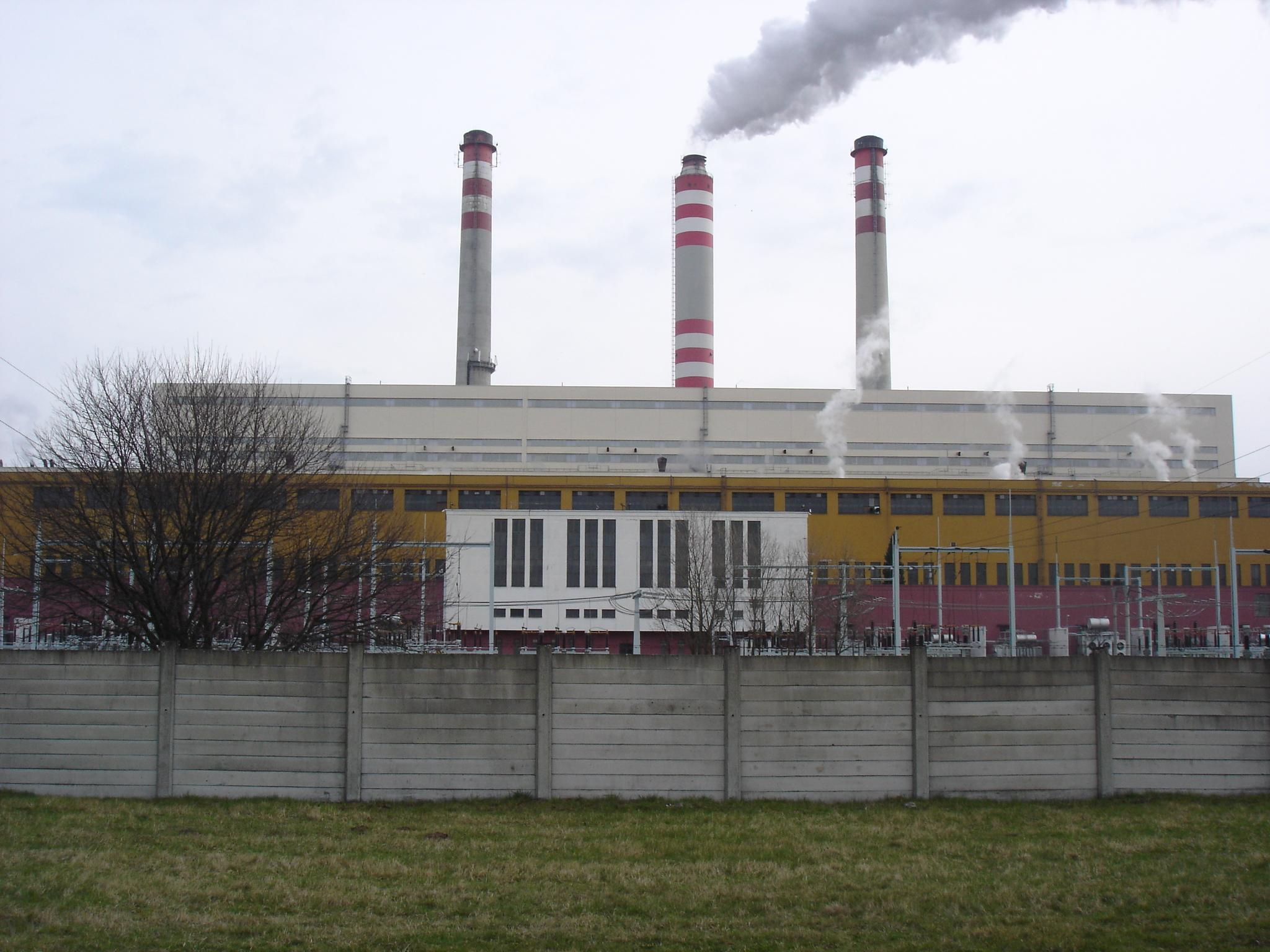
Elektrárna v Opatovicích nad Labem

Společnost ČEZ v současnosti provozuje elektrárny Dětmarovice, Hodonín, Chvaletice, Ledvice, Mělník (II a III), Počerady, Poříčí, Prunéřov I a II a Tušimice II.
Mezi další české tepelné elektrárny patří Opatovice společnosti International Power Opatovice, Vřesová a Tisová společnosti Sokolovská uhelná, Mělník I společnosti Energotrans a Kladno společnosti ECKG.
V Česku byly v průběhu 90. let 20. století všechny uhelné elektrárny provozované společností ČEZ modernizovány a vybaveny odlučovači popílku a odsiřovacími jednotkami, několik starších elektráren s celkovým instalovaným výkonem 2 020 MW bylo odstaveno. Díky tomu se podařilo snížit emise oxidu siřičitého a popílku o 90 % a emise oxidů dusíku o 50 %. 

### Vodní elektrárny
Společnost ČEZ provozuje přečerpávací vodní elektrárny Dalešice, Dlouhé stráně a Štěchovice II, průtokové vodní elektrárny Kamýk, Lipno, Mohelno, Orlík, Slapy, Štěchovice a Vrané a malé vodní elektrárny Dlouhé stráně II, Hněvkovice, Kořensko, Lipno II a Želina.
Kromě velkých elektráren je v Česku v provozu celá řada malých vodních elektráren (MVE) většinou průtokových, vzniklých např. na místech původních vodních mlýnů a jezů. Většina elektřiny z vodních zdrojů se vyrábí v elektrárnách umístěných na přehradách na tzv. Vltavské kaskádě.